# Fußballclub Wacker Innsbruck (1915)
Wacker Innsbruck foi uma equipe austríaca de futebol com sede em Innsbruck. Disputava a primeira divisão de Áustria (Campeonato Austríaco de Futebol).

## História
O Wacker Innsbruck foi fundado em 1915.